# Eredivisie 2016/17 (mannenvoetbal)/Transfers winter
Dit is een lijst van transfers uit de Nederlandse Eredivisie in de winter in het seizoen 2016/17. Hierin staan alleen transfers die clubs uit de Eredivisie hebben voltooid.
De transferperiode duurde van 1 januari tot en met 31 januari 2017. Deals mochten op elk moment van het jaar gesloten worden, maar de transfers zelf mochten pas in de transferperiodes plaatsvinden. Transfervrije spelers mochten op elk moment van het jaar gestrikt worden. De transferperiode in Rusland duurde tot 24 februari 2017. Daardoor konden tot die tijd uitgaande transfers naar Rusland plaatsvinden.
| Speler                 | Nationaliteit              | Oude club                               | Nieuwe club          | Extra                                 |
| ---------------------- | -------------------------- | --------------------------------------- | -------------------- | ------------------------------------- |
| Mukhtar Ali            | Somalië / Engeland         | Chelsea                                 | Vitesse              | Verhuurd                              |
| Bruno Andrade          | Brazilië                   | Willem II                               | Hapoel Kfar Saba     | Onbekend bedrag                       |
| Oussama Assaidi        | Marokko                    | Zonder club                             | FC Twente            | Transfervrij                          |
| Beni Badibanga         | België                     | Standard Luik                           | Roda JC              | Verhuurd                              |
| Riechedly Bazoer       | Nederland                  | Ajax                                    | VfL Wolfsburg        | Circa € 12.000.000, -                 |
| Torgeir Børven         | Noorwegen                  | FC Twente, was verhuurd aan SK Brann    | Zonder club          | Transfervrij                          |
| Ouasim Bouy            | Marokko / Nederland        | Juventus                                | PEC Zwolle           | Verhuurd                              |
| David Boysen           | Denemarken / Israël        | Roda JC                                 | Zonder club          | Transfervrij                          |
| Wout Brama             | Nederland                  | PEC Zwolle                              | FC Utrecht           | Onbekend bedrag                       |
| Kevin Brands           | Nederland                  | Go Ahead Eagles                         | Samsunspor           | Transfervrij                          |
| Enis Bunjaki           | Duitsland / Kosovo         | Eintracht Frankfurt                     | FC Twente            | Onbekend bedrag                       |
| Lorenzo Burnet         | Nederland / Suriname       | Slovan Bratislava                       | N.E.C.               | Verhuurd                              |
| Alexander Büttner      | Nederland                  | Zonder club                             | Vitesse              | Transfervrij                          |
| Jerson Cabral          | Nederland / Curaçao        | SC Bastia                               | Sparta Rotterdam     | Verhuurd                              |
| Caner Cavlan           | Nederland                  | sc Heerenveen                           | Şanlıurfaspor        | Verhuurd                              |
| Pedro Chirivella       | Spanje                     | Liverpool                               | Go Ahead Eagles      | Verhuurd                              |
| Daniel Crowley         | Engeland                   | Arsenal                                 | Go Ahead Eagles      | Verhuurd                              |
| Abiola Dauda           | Nigeria                    | Vitesse                                 | Atromitos FC         | Transfervrij                          |
| Daniel De Silva        | Australië / Portugal       | Roda JC                                 | Perth Glory          | Was verhuurd                          |
| Mitchell Dijks         | Nederland                  | Ajax                                    | Norwich City         | Verhuurd                              |
| Kevin Diks             | Nederland                  | Fiorentina                              | Vitesse              | Verhuurd                              |
| Shadrach Eghan         | Ghana                      | FC Twente                               | Vendsyssel FF        | Verhuurd                              |
| Jerry van Ewijk        | Nederland                  | Go Ahead Eagles                         | OC Blues FC          | Onbekend bedrag                       |
| Wout Faes              | België                     | Anderlecht                              | SC Heerenveen        | Verhuurd                              |
| Guyon Fernandez        | Curaçao / Nederland        | Zonder club                             | ADO Den Haag         | Transfervrij                          |
| Anwar El Ghazi         | Nederland                  | Ajax                                    | Lille OSC            | Onbekend bedrag                       |
| Marco van Ginkel       | Nederland                  | Chelsea                                 | PSV                  | Verhuurd                              |
| Ognjen Gnjatić         | Bosnië en Herzegovina      | Platanias                               | Roda JC              | Onbekend bedrag                       |
| Donny Gorter           | Nederland                  | Zonder club                             | ADO Den Haag         | Transfervrij                          |
| Nemanja Gudelj         | Servië / Nederland         | Ajax                                    | Tianjin Teda         | € 5.500.000                           |
| Warner Hahn            | Nederland                  | Feyenoord                               | Excelsior            | Verhuurd                              |
| Mohamed Hamdaoui       | Nederland / Marokko        | Go Ahead Eagles                         | Zonder club          | Transfervrij                          |
| Faris Hammouti         | Nederland / Marokko        | Feyenoord                               | Almere City FC       | Verhuurd                              |
| Hans Hateboer          | Nederland                  | FC Groningen                            | Atalanta Bergamo     | Onbekend bedrag                       |
| Dennis van der Heijden | Nederland                  | ADO Den Haag                            | FC Volendam          | Verhuurd                              |
| Markus Henriksen       | Noorwegen                  | AZ                                      | Hull City            | Circa € 5.300.000, -, was al verhuurd |
| Hector Hevel           | Nederland                  | ADO Den Haag                            | AEK Larnaca          | Onbekend bedrag                       |
| Danny Hoesen           | Nederland                  | FC Groningen                            | San José Earthquakes | Verhuurd                              |
| Jos Hooiveld           | Nederland                  | AIK Solna                               | FC Twente            | Transfervrij                          |
| Lyes Houri             | Frankrijk / Marokko        | SC Bastia                               | Roda JC              | Verhuurd                              |
| Erik Israelsson        | Zweden                     | Hammarby IF                             | PEC Zwolle           | Onbekend bedrag                       |
| Florian Jozefzoon      | Nederland                  | PSV                                     | Brentford            | Onbekend bedrag                       |
| Georgios Katsikas      | Griekenland                | FC Twente                               | Esbjerg fB           | Transfervrij                          |
| Abdenasser El Khayati  | Nederland / Marokko        | Queens Park Rangers                     | ADO Den Haag         | Verhuurd                              |
| Robert Klaasen         | Nederland                  | Sparta Rotterdam                        | De Graafschap        | Verhuurd                              |
| Menno Koch             | Nederland                  | FC Utrecht                              | PSV                  | Was verhuurd                          |
| Tim Krul               | Nederland                  | Newcastle United, was verhuurd aan Ajax | AZ                   | Verhuurd                              |
| Zakaria Labyad         | Nederland / Marokko        | Zonder club                             | FC Utrecht           | Transfervrij                          |
| Jordan Larsson         | Zweden / Nederland         | Helsingborgs IF                         | N.E.C.               | Onbekend bedrag                       |
| Sam Lundholm           | Zweden                     | N.E.C.                                  | Randers FC           | Verhuurd                              |
| Mohamed El Makrini     | Nederland / Marokko        | Odense BK                               | Roda JC              | Onbekend bedrag                       |
| Elvis Manu             | Nederland                  | Brighton & Hove Albion                  | Go Ahead Eagles      | Verhuurd                              |
| Ludcinio Marengo       | Nederland                  | ADO Den Haag                            | Go Ahead Eagles      | Verhuurd                              |
| Ali Messaoud           | Nederland / Marokko        | FC Vaduz                                | N.E.C.               | Verhuurd                              |
| Daryl van Mieghem      | Nederland                  | Heracles Almelo                         | De Graafschap        | Verhuurd                              |
| Nestoras Mitidis       | Cyprus                     | Roda JC                                 | AEK Larnaca          | Verhuurd                              |
| Robert Mühren          | Nederland                  | AZ                                      | Zulte Waregem        | Onbekend bedrag                       |
| Tom Muyters            | België                     | Excelsior                               | Samsunspor           | Transfervrij                          |
| Luciano Narsingh       | Nederland                  | PSV                                     | Swansea City         | € 4.500.000                           |
| David Neres            | Brazilië                   | São Paulo FC                            | Ajax                 | € 12.000.000                          |
| Farshad Noor           | Nederland                  | Roda JC                                 | SC Cambuur           | Verhuurd                              |
| Martin Ødegaard        | Noorwegen                  | Real Madrid                             | sc Heerenveen        | Verhuurd                              |
| Henrik Ojamaa          | Estland                    | Go Ahead Eagles                         | Dundee United        | Verhuurd                              |
| Hervin Ongenda         | Congo-Kinshasa / Frankrijk | Paris Saint-Germain                     | PEC Zwolle           | Onbekend bedrag                       |
| Jari Oosterwijk        | Nederland                  | FC Twente                               | NAC Breda            | Verhuurd                              |
| Kōsuke Ōta             | Japan                      | Vitesse                                 | FC Tokyo             | Onbekend bedrag                       |
| Obbi Oulare            | Guinee / België            | Watford                                 | Willem II            | Verhuurd                              |
| Quincy Owusu-Abeyie    | Nederland                  | N.E.C.                                  | Zonder club          | Contract ontbonden                    |
| Thanasis Papazoglou    | Griekenland                | KV Kortrijk                             | Roda JC              | Verhuurd                              |
| Kristoffer Peterson    | Zweden                     | FC Utrecht                              | Heracles Almelo      | Onbekend bedrag                       |
| Simon Poulsen          | Denemarken                 | PSV                                     | SønderjyskE          | Transfervrij                          |
| Martin Pušić           | Oostenrijk / Kroatië       | FC Midtjylland                          | Sparta Rotterdam     | Verhuurd                              |
| Simeon Raykov          | Bulgarije                  | Lokomotiv Plovdiv                       | Roda JC              | Onbekend bedrag                       |
| Carlo de Reuver        | Nederland                  | Excelsior                               | vv Capelle           | Transfervrij                          |
| Albert Rusnák          | Slowakije                  | FC Groningen                            | Real Salt Lake       | € 2.500.000                           |
| Janne Saksela          | Finland                    | RoPS Rovaniemi                          | Sparta Rotterdam     | Transfervrij                          |
| José San Román         | Argentinië                 | ADO Den Haag                            | Newell's Old Boys    | Onbekend bedrag                       |
| Rubio Rubin            | Verenigde Staten           | FC Utrecht                              | Silkeborg IF         | Transfervrij                          |
| Vajebah Sakor          | Noorwegen                  | Juventus                                | Willem II            | Verhuurd                              |
| Akram Salhi            | Nederland / Marokko        | Sparta Rotterdam                        | Zonder club          | Transfervrij                          |
| Stefan Savic           | Oostenrijk                 | Slaven Belupo                           | Roda JC              | Onbekend bedrag                       |
| Finn Stokkers          | Nederland                  | Sparta Rotterdam                        | Fortuna Sittard      | Transfervrij                          |
| Jonas Svensson         | Noorwegen                  | Rosenborg BK                            | AZ                   | Onbekend bedrag                       |
| Abel Tamata            | Nederland / Congo-Kinshasa | Zonder club                             | ADO Den Haag         | Transfervrij                          |
| Kenny Teijsse          | Nederland                  | Go Ahead Eagles                         | SF Deltas            | Onbekend bedrag                       |
| Dejan Trajkovski       | Slovenië                   | NK Domzale                              | FC Twente            | € 250.000, was al gehuurd             |
| Gyliano van Velzen     | Nederland / Suriname       | FC Volendam                             | Roda JC              | Onbekend bedrag                       |
| Bryan Verboom          | België                     | Zulte Waregem                           | Roda JC              | Verhuurd                              |
| Mitchell te Vrede      | Nederland                  | sc Heerenveen                           | Boluspor             | Onbekend bedrag                       |
| Jordy de Wijs          | Nederland                  | PSV                                     | Excelsior            | Verhuurd                              |
| Randy Wolters          | Nederland                  | Go Ahead Eagles                         | ADO Den Haag         | Verhuurd                              |
| Sheran Yeini           | Israël                     | Vitesse                                 | Maccabi Tel Aviv     | Onbekend bedrag                       |

2007/08 (zomer · winter) · 
2008/09 (zomer · winter) · 
2009/10 (zomer · winter) · 
2010/11 (zomer · winter) · 
2011/12 (zomer · winter) · 
2012/13 (zomer · winter) · 
2013/14 (zomer · winter) · 
2014/15 (zomer · winter) · 
2015/16 (zomer · winter) · 
2016/17 (zomer · winter) ·
2017/18 (zomer · winter) ·
2018/19 (zomer · winter) ·
2019/20 (zomer · winter) ·
2020/21 (zomer · winter) ·
2021/22 (zomer · winter) ·
2022/23 (zomer · winter) ·
2023/24 (zomer · winter) ·
2024/25 (zomer · winter) ·